# Minima (Gourcy)
Pour les articles homonymes, voir Minima.
Minima est une commune rurale située dans le département de Gourcy de la province du Zondoma dans la région Nord au Burkina Faso.

## Géographie
Minima se trouve à environ 10 km au nord est du centre de Gourcy, le chef-lieu du département, et de la route nationale 2.

## Histoire
Le village s'est fortement développé au tournant des années 2000 avec la construction d'un barrage en remblai, et l'investissement dans les infrastructures des communes proches de Minima et Douré.

## Économie
Avec le développement du village, l'économie a profité de l'expansion des échanges commerciaux de son marché devenu l'un des plus importants du département.
En 2018, le projet national d'« éco-électrification dynamique » est lancé à Minima par le ministre Simon Compaoré avec la construction de la première des douze petites centrales solaires photovoltaïques pour l'électrification de la région, porté par la Société d’infrastructures collectives (SINCO) et financé pour plus de la moitié par l'Union européenne. En octobre 2019, débute avec la construction d'une des cinq minicentrales solaires photovoltaïques (d'environ 100 kW chacune) pour l'électrification de la région financé par le consortium Vergnet Burkina et Sagemcom Energy & Telecom et mis en œuvre par la Société d’infrastructures collectives (SINCO) qui propose des abonnements au réseau basse-tension pour la population.

## Santé et éducation
Depuis 2006, Minima accueille un centre de santé et de promotion sociale (CSPS), tandis que le centre médical (CM) de la province se trouve à Gourcy.
Minima possède une école primaire et un collège d'enseignement général (CEG).